# Śródmieście (Gdaňsk)
Śródmieście, kašubsky Westrzódgardzém německy Stadtmitte a česky lze přeložit jako Střed města či Centrum, je městský obvod, historická je nejreprezentativnější část města Gdaňsk v severním Polsku. Leží v kanálovém a říčním systému Motławy a Martwe Wisły delty veletoku Visla ve středovýchodní části Gdaňska. Geograficky se nachází v geomorfologickém celku Żuławy Wiślane patřící do makroregionu Pobrzeże Gdańskie a také do etnického regionu Kašubsko a do Pomořského vojvodství. Śródmieście je turisticky nejnavštěvovanější částí Gdaňska.

## Historie
Nejstarší archeologické stopy osídlení pocházejí z 10. století. V Śródmieście je soustředěno mnoho historických památek.

## Doprava
Ve Śródmieście jsou dvě železniční stanice Gdaňsk Główny a Gdaňsk Śródmieście, přičemž první z nich je druhou nejrušnější železniční stanicí v celém Trojměstí. Bohatá síť autobusových a tramvajových spojů. Funguje zde také lodní doprava.

## Členění
Śródmieście je rozděleno na 13 městských čtvrtí:
| Śródmieście   | Městská čtvrť v městském obvodu Śródmieście | Poloha v městském obvodu Śródmieście |       | Městská čtvrť v městském obvodu Śródmieście | Poloha v městském obvodu Śródmieście |
| ------------- | ------------------------------------------- | ------------------------------------ | ----- | ------------------------------------------- | ------------------------------------ |
|               | Biskupia Górka                              |                                      | Rudno |                                             |                                      |
| Długie Ogrody |                                             | Sienna Grobla                        |       |                                             |                                      |
| Dolne Miasto  |                                             | Stare Miasto                         |       |                                             |                                      |
| Główne Miasto |                                             | Stare Przedmieście                   |       |                                             |                                      |
| Grodzisko     |                                             | Wyspa Spichrzów                      |       |                                             |                                      |
| Nowe Ogrody   |                                             | Zaroślak                             |       |                                             |                                      |
| Ołowianka     |                                             |                                      |       |                                             |                                      |

## Galerie